# Trachom

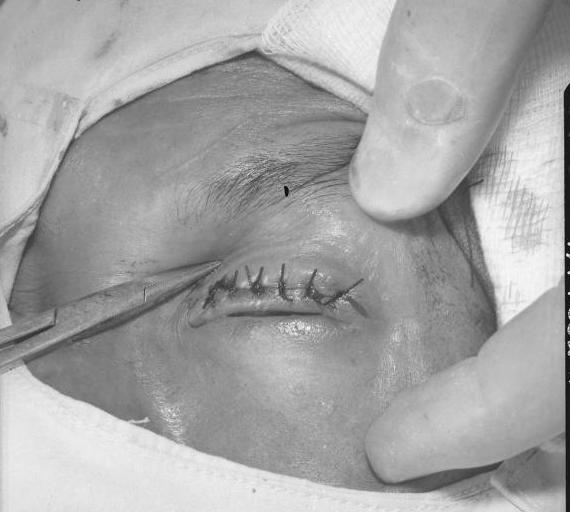

Ein Trachom (griechisch τράχωμα, „raues Auge“), auch Conjunctivitis (granulosa) trachomatosa, (ägyptische) Körnerkrankheit, Ägyptische Augenentzündung, ägyptische Augenkrankheit oder trachomatöse Einschlusskonjunktivitis genannt, ist eine bakterielle Entzündung des Auges mit Chlamydia trachomatis (Serotyp A bis C), die mit Erblindung enden kann.

## Historisches

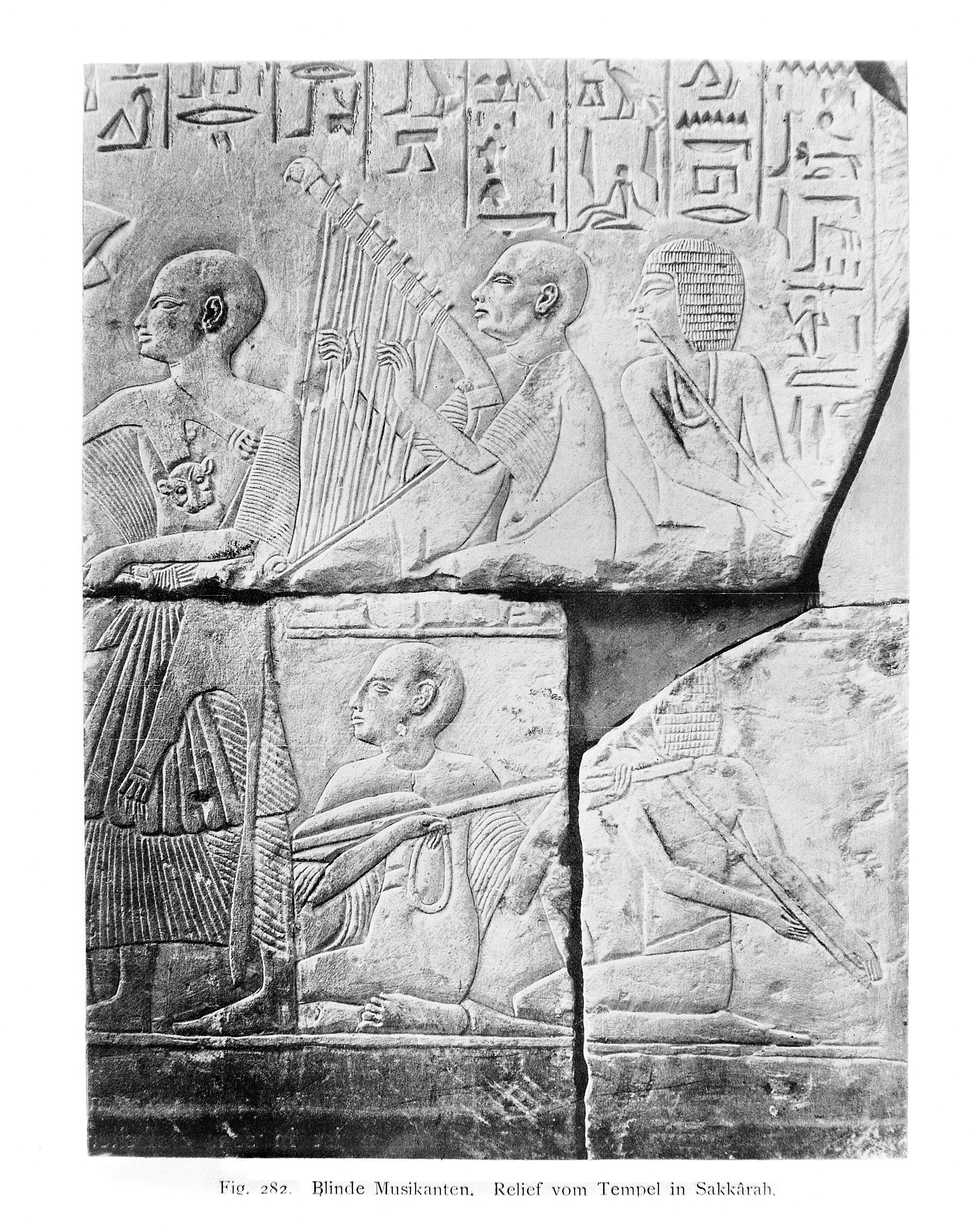
Darstellung eines erblindeten Musikers auf einem Kalksteinrelief in Sakkara, 18. Dynastie. Das eingesunkene Auge und die halbgeöffnete Lidspalte sind kennzeichnend für das Trachom.

Das Trachom wurde bereits im Alten Ägypten im Papyrus Ebers beschrieben und Avicenna gebrauchte den in Ägypten heute noch für die körnige Bindehautentzündung geläufigen Krankheitsnamen ar-ramaḍ al-ḥubaibi.
In das Römische Reich ist das Trachom vermutlich erst durch nordafrikanische Soldaten zur Zeit der Punischen Kriege eingeschleppt worden. Cicero berichtet in seinen Briefen an seinen Bruder Quintus oder seinen Freund Atticus wiederholt von einer entzündlichen Augenkrankheit, die ihn zwingt seine Briefe zu diktieren.

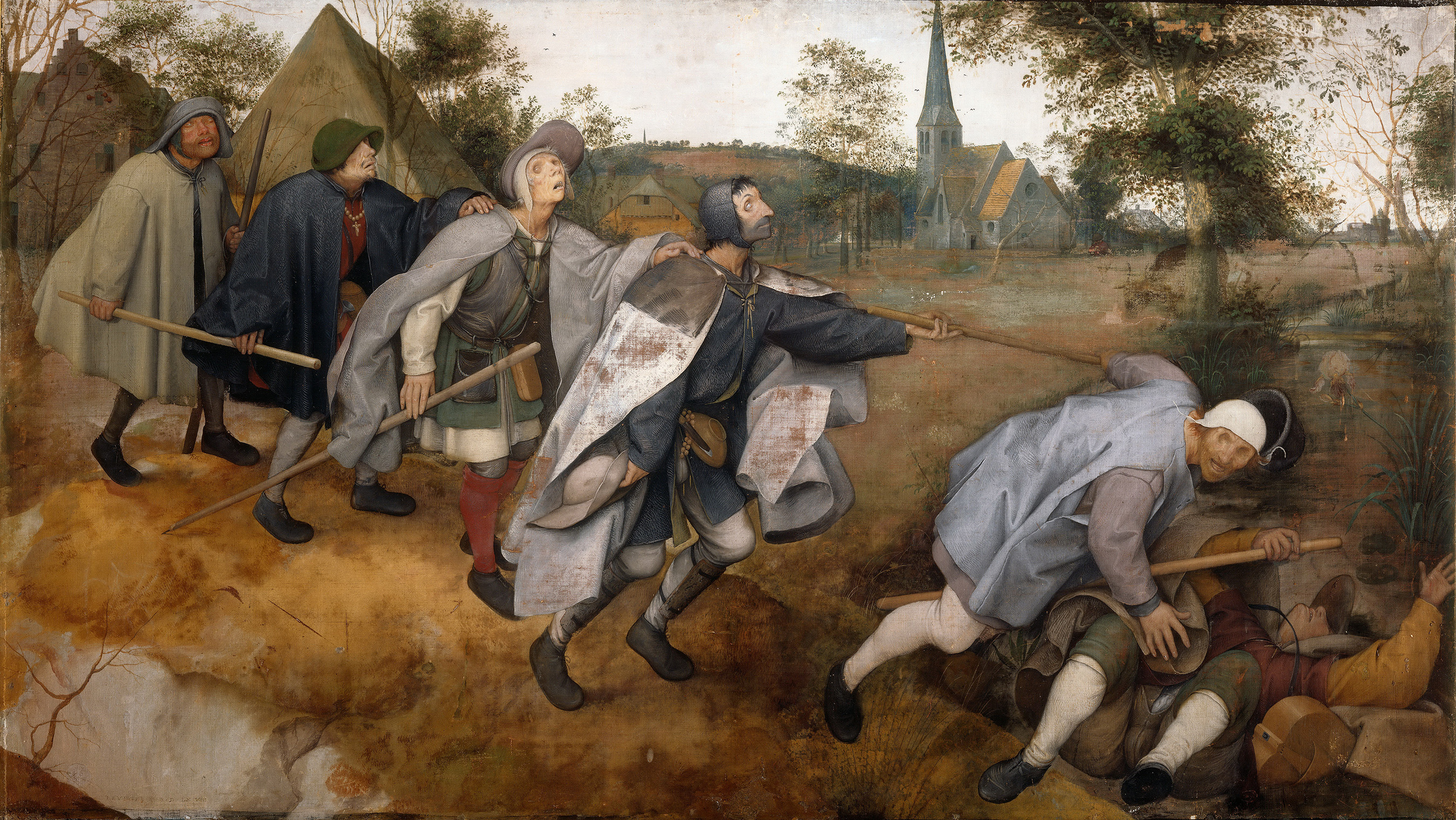
Der Blindensturz, 1568 Für die frühe Neuzeit belegt Bruegel mit seinem Bildnis Der Blindensturz das Auftreten in Europa, mehrere der dargestellten Personen zeigen typische Symptome des Trachoms.

Während der sogenannten Ägyptischen Expedition (1798 bis 1801) im Rahmen der bis 1815 andauernden napoleonischen Kriege erkrankten Soldaten in größerer Zahl an der auch von dem Militärchirurgen Dominique Jean Larrey untersuchten „ägyptischen Augenkrankheit“. Dreitausend französische Soldaten waren betroffen, und viele von ihnen erblindeten. Zur Behandlung infizierter britischer Soldaten wurden Augenkrankenhäuser in England eingerichtet, wohin sehr viele trachomkranke Patienten gelangten. Im 19. Jahrhundert war der Augenarzt Friedrich Hermann de Leuw bekannt als Spezialist für die Behandlung der Krankheit. 1894 waren in einem Ort in der schlesischen Provinz von 140 Schulkindern 120 betroffen.
Irland war besonders stark von der Krankheit betroffen, 1930 waren dort in einigen Waisenhäusern ein Viertel der Kinder erkrankt; in Dublin wurden jährlich 100 neue Fälle behandelt. Bei der Einwanderung in die USA war ein Trachom ein Ausschlusskriterium, das zur Rücksendung von Immigrationswilligen führte, die auf Ellis Island untersucht wurden.

Karte zu den Trachominfektionen im Jahr 2004, mit sehr wenigen Fällen in Europa und Amerika, und über 600 verlorenen gesunden Lebensjahren pro 100.000 Einwohner im Sudan.

 Seit Mitte des 20. Jahrhunderts ist eine effektive Therapie der Krankheit mittels Antibiotika möglich. 1995 wurde die Zahl der aufgrund von Trachomen erblindeten Menschen mit 5,87 Millionen angegeben, davon lebten 1,17 Millionen in China, 1,36 Millionen im übrigen Asien und 1,38 Millionen in Afrika südlich der Sahara.
1996 beschloss die Weltgesundheitsorganisation WHO ein Programm zur Bekämpfung der Krankheit, die bis 2020 beseitigt werden sollte. 1998 wurde die Zahl der betroffenen Menschen mit 146 Millionen angegeben und die Zahl der in Risikogebieten lebenden Menschen mit 500 Millionen. Auch 2008 wurden rund 500 Millionen Menschen als gefährdet eingestuft, bei 55 Millionen Infizierten. 2016 wurde die Zahl der durch Trachom sehbehinderten Menschen mit 2,2 Millionen angegeben, von denen 1,9 Millionen vollständig erblindet waren. 2020 verschob die WHO das Zieldatum für die Auslöschung der Krankheit auf 2030. Zwischen 2016 und 2025 konnte die Krankheitslast global um 57 % reduziert werden.

## Häufigkeit
Das Trachom ist in Industriestaaten sehr selten, jedoch in tropischen (Entwicklungs)ländern mit mangelnden hygienischen Verhältnissen die häufigste Augenerkrankung. 2018 war es die Infektionskrankheit, die am häufigsten zur Erblindung führte. 2021 lebten 136 Millionen Menschen in Gebieten, in denen sie vom Trachom gefährdet waren. 2020 wurden 42.045 Menschen operativ wegen eines fortgeschrittenen Stadiums der Krankheit behandelt, und 32,8 Millionen erhielten Antibiotika.

## Ursache
Die Erkrankung wird durch eine Infektion mit Chlamydia trachomatis (Serotypen A, B und C) über direkten Kontakt zwischen Schleimhäuten der Augen, Nase und des Mundes hervorgerufen. Sie kann durch gemeinsame Benutzung von Waschlappen oder Handtüchern oder durch Fliegen übertragen werden.

## Symptome
Die meisten Betroffenen erkranken im frühen Kindesalter am Trachom. Die Erkrankung gliedert sich in vier Stadien. Nach fünf bis zwölf Tagen Inkubationszeit treten als erstes Stadium die Symptome einer beidseitigen Konjunktivitis mit Fremdkörpergefühl, tränenden Augen und Ausfluss von serösem Sekret aus dem Auge auf.
Im zweiten Stadium zeigen sich an der Bindehaut des Oberlides nicht mit Blutgefäßen versorgte, gelbweißliche, wenig erhabene Lymphfollikel. Durch diese Lymphfollikel wirkt die Oberfläche der Bindehaut des Oberlides rau, woher auch die Bezeichnung Trachom stammt. Außerdem führen diese entzündlichen Veränderungen dazu, dass das Oberlid anschwillt, schwerer wird und in der Folge herabhängt. Es wird von einer Ptosis trachomatosa gesprochen. Daneben können Blutgefäße der Augenbindehaut am oberen Rand der Hornhaut in die Hornhaut, die normalerweise keine eigenen Blutgefäße aufweist, einsprossen und einen sogenannten Pannus trachomatosus bilden.
Im dritten Stadium schmelzen die Lymphfollikel an der Bindehaut des Oberlides ein und platzen. An ihrer Stelle entstehen nun Narben.
Im vierten Stadium ziehen sich die im dritten Stadium entstandenen Narben an der Bindehaut des Oberlides zusammen. Dadurch ziehen sie den Lidrand des Oberlids mit seinen Wimpern nach innen zum Augapfel, ein sogenanntes Narbenentropium entsteht. Nun scheuern die Wimpern bei jedem Lidschlag und jeder Augenbewegung an der Hornhaut des Auges. Es wird von einer Trichiasis gesprochen. Dieses stetige Scheuern führt zu Verletzungen der Hornhaut, die sich infizieren und unter Bildung von Narben abheilen. Je mehr Narben an der Hornhaut entstehen, desto mehr nimmt die Beeinträchtigung des Sehens zu. Ohne Behandlung erblinden die Betroffenen.

## Diagnose und Therapie
Die Diagnose des Trachoms wird anhand des Beschwerdebildes gestellt. Zur Behandlung der Infektion werden lokale oder systemische Antibiotika (nur intrazellulär wirkende Antibiotika, z. B. Makrolide oder Tetracycline) eingesetzt. Die mit Stand 2019 empfohlene Behandlung ist eine Einzeldosis Azithromycin. Ist bereits eine Lidfehlstellung aufgetreten, muss die Lage des Oberlids mittels einer Operation normalisiert werden. Ist die Hornhaut schon stark vernarbt und das Sehen deutlich eingeschränkt, kann eine Keratoplastik mit Ersatz der Hornhaut durchgeführt werden.
In Ländern mit schlechter medizinischer Versorgung zupfen sich Erkrankte die Wimpern aus, um deren Scheuern auf der Hornhaut zu verhindern.

## Differentialdiagnose
- Paratrachom
- Conjunctivitis follicularis
- Conjunctivitis vernalis

## Prophylaxe
Insbesondere eine Verbesserung der hygienischen und sozioökonomischen Lebensumstände zusammen mit einem ausreichenden Trinkwasserangebot würde zur Verminderung der Häufigkeit der Erkrankung beitragen.

## Prognose
Die Prognose hängt vom Krankheitsstadium ab. Bei Behandlungsbeginn in frühen Stadien ist die Prognose gut. Eine Erblindung tritt vor allem dann auf, wenn die Erkrankung über Jahre nicht behandelt wird und es häufig zu erneuten Infektionen kommt.

## Global Programme for the Elimination of Trachoma
Therapie und Prophylaxe des Trachoms sind in der SAFE-Strategie des Global Programme for the Elimination of Trachoma der WHO zusammengefasst:
- S = Surgery, Chirurgie der Lider, um das Scheuern der Wimpern zu beseitigen
- A = Antibiotika
- F = Facial Cleanliness, Sauberkeit des Gesichts zur Vermeidung von Schmierinfektionen
- E = Environmental Improvement, Verbesserung der Hygiene, sauberes Wasser.

Die Zahl der Erkrankten hat durch das Programm signifikant abgenommen.

## Meldepflicht
In Österreich ist das Trachom eine anzeigepflichtige Krankheit gemäß § 1 Abs. 1 Epidemiegesetz 1950. Die Anzeigepflicht bezieht sich auf Erkrankungs- und Todesfälle. Zur Anzeige verpflichtet sind unter anderen Ärzte und Labore (§ 3 Epidemiegesetz 1950).